# Мешере
Мешерѐто, наричано в много страни крис (на ромски: kris, от гръцки: κρίση, „присъда“), а също и жудикате или сендо, е традиционна обичайноправна съдебна институция при циганите, говорещи влашки цигански, включително голямата група на калдарашите. То е потестарен орган за разрешаване на вътрешните конфликти между отделните членове и родове и представлява своеобразен ad hoc трибунал.
Мешерето се свиква по конкретен повод и е съставено от нечетен брой хора, които заради лични качества или заради принадлежността си към видно семейство се ползват с уважението на общността. В някои случаи при спорове между големи групи може да се поканят съдии от трета, незаинтересована в случая общност. Жалбите до мешерето обикновено са за по семейноправни въпроси или за обезщетения, включително за нанесени телесни повреди. Доказателственият материал се събира чрез разпит на страните и евентуални свидетели, като в спорни ситуации се прибягва до експресивни публични клетви. Писмени доказателства се приемат по-рядко, защото не може да се назначи експертиза. Практиката не изключва заинтересуваният да обжалва, но тогава той организира следващото „заседание“ на разширения състав или новия съвет на свои разноски.
Тъй като мешерето не е част от правната система на съвременните държави, които обикновено налагат монопол върху правораздаването, присъдите му се налагат чрез натиск на самата общност, в която то често се ползва с по-голям авторитет от официалните съдилища. Властите в много страни се опитват без голям успех да премахнат мешеретата. Основна причина за това е тяхната стриктно прилагана практика да налагат присъди на хора, свидетелствали в официалните съдилища срещу други членове на общността – обичайното наказание е свидетелят да издържа семейството на осъдения от официалния съд, докато той е в затвора.
Налаганите от мешерето наказания най-често се свеждат до глоби, обезщетения и „съдебни разноски“ относно призоваването на съда, които в особено тежките случай се плащат от няколко поколения на осъдения. Неподчинението може да доведе след себе си афоресване – снемане на родовата закрила за непокорния, което при такава степен на конфронтация и сегрегация фактически е равно на гражданска смърт. Няма преки свидетелства за налагане на физически наказания.
Институции, сходни с мешерето, са известни от някои райони в Индия (панчаят), както и от отделни селища в Източна Турция, откъдето вероятно произлиза и самата дума „мешере“. Още от началото на циганското разселване в Западна Европа (XIV – XV век) европейците забелязват, че навсякъде циганите държат на правната си автономия, т.е. да бъдат съдени само от вождовете, старейшините си и по своите закони. На водачите на таборите (войводи, чери-башии) се дава право да изпълняват и наказанията, понякога потвърждавано даже в грамотите, които са издействали от папи и императори.